# سیارک ۱۰۵۸۱
سیارک ۱۰۵۸۱ (به انگلیسی: 10581 Jenikhollan، نامگذاری:1995OD1) ده هزار و پانصد و هشتاد و یکمین سیارک کشف شده‌است که در ۳۰ ژوئیه ۱۹۹۵ کشف شد.
قدر مطلق سیارک برابر ۱۴٫۴۰ است.